# Mario Parrado
Mario Leonardo Parrado Alanéz (Oruro, 5 de octubre de 1993) es un futbolista boliviano. Juega como centrocampista.
Es hijo del exfutbolista Mario Parrado Gutiérrez.

## Trayectoria
Desarrolló la mayor parte de su carrera en San José. Debutó en 2012 frente a La Paz Fútbol Club.

## Selección nacional
Fue convocado por Xavier Azkargorta.

## Clubes
| Club     | País    | Año         |
| -------- | ------- | ----------- |
| San José | Bolivia | 2011 - 2017 |
| Aurora   | Bolivia | 2018 - 2021 |